# Psechrus
Psechrus és un gènere d'aranyes araneomorfes de la família dels psècrids (Psechridae). Fou descrit per primera vegada l'any 1878 per Tord Tamerlan Teodor Thorell.
Les espècies d'aquest gènere viuen al sud i a l'est d'Àsia i a Oceania.

## Taxonomia
Segons el World Spider Catalog amb data de 5 de gener de 2019, Psechrus té reconegudes les següents 57 espècies:
- Psechrus aluco Bayer, 2012 — Java
- Psechrus ampullaceus Bayer, 2014 — Vietnam
- Psechrus ancoralis Bayer & Jäger, 2010 — Laos, Tailàndia
- Psechrus annulatus Kulczynski, 1908 — Java
- Psechrus antraeus Bayer & Jäger, 2010 — Laos
- Psechrus arcuatus Bayer, 2012 — Sumatra
- Psechrus argentatus (Doleschall, 1857) — Sulawesi fins a Queensland
- Psechrus arietinus Bayer, 2014 Bayer, 2014 — Vietnam
- Psechrus borneo Levi, 1982 — Borneo
- Psechrus cebu Murphy, 1986 — Filipines
- Psechrus changminae Feng, Zhang, Wu, Ma, T. B. Yang, Li & Z. Z. Yang, 2016 — Xina
- Psechrus clavis Bayer, 2012 — Taiwan
- Psechrus conicus Feng, Zhang, Wu, Ma, T. B. Yang, Li & Z. Z. Yang, 2016 — Xina
- Psechrus crepido Bayer, 2012 — Índia
- Psechrus decollatus Bayer, 2012 — Java
- Psechrus demiror Bayer, 2012 — Vietnam, Cambodja, i/o Laos
- Psechrus discoideus <smallFeng, Zhang, Wu, Ma, T. B. Yang, Li & Z. Z. Yang, 2016 — Xina
- Psechrus elachys Bayer, 2012 — Tailàndia
- Psechrus fuscai Bayer, 2012 — Xina
- Psechrus ghecuanus Thorell, 1897 — Myanmar, Tailàndia, Laos, Xina
- Psechrus hartmanni Bayer, 2012 — Sri Lanka
- Psechrus himalayanus Simon, 1906 — Índia, Nepal, Bhutan
- Psechrus huberi Bayer, 2014 — Filipines
- Psechrus inflatus Bayer, 2012 — Xina
- Psechrus insulanus Bayer, 2014 — Tailàndia
- Psechrus jaegeri Bayer, 2012 — Tailàndia, Laos
- Psechrus jinggangensis Wang & Yin, 2001 — Xina
- Psechrus kenting Yoshida, 2009 — Taiwan
- Psechrus khammouan Jäger, 2007 — Laos
- Psechrus kinabalu Levi, 1982 — Borneo
- Psechrus kunmingensis Yin, Wang & Zhang, 1985 — Xina
- Psechrus laos Bayer, 2012 — Laos
- Psechrus libelti Kulczynski, 1908 — Tailàndia to Borneo
- Psechrus luangprabang Jäger, 2007 — Laos
- Psechrus marsyandi Levi, 1982 — Nepal
- Psechrus mulu Levi, 1982 — Borneo
- Psechrus norops Bayer, 2012 — Malàisia
- Psechrus obtectus Bayer, 2012 — Vietnam
- Psechrus omistes Bayer, 2014 — Indonèsia (Sumatra)
- Psechrus pakawini Bayer, 2012 — Myanmar, Tailàndia
- Psechrus quasillus Bayer, 2014 — Borneo
- Psechrus rani Wang & Yin, 2001 — Xina, Vietnam
- Psechrus schwendingeri Bayer, 2012 — Filipines
- Psechrus senoculatus Yin, Wang & Zhang, 1985 — Xina
- Psechrus sinensis Berland & Berland, 1914 — Xina
- Psechrus Singapurnsis Thorell, 1894 — Malàisia, Singapur, Sumatra
- Psechrus spatulatus Feng, Zhang, Wu, Ma, T. B. Yang, Li & Z. Z. Yang, 2016 — Xina
- Psechrus steineri Bayer & Jäger, 2010 — Laos
- Psechrus taiwanensis Wang & Yin, 2001 — Taiwan
- Psechrus tauricornis Bayer, 2012 — Sri Lanka
- Psechrus tingpingensis Yin, Wang & Zhang, 1985 — Xina
- Psechrus torvus (O. P.-Cambridge, 1869) — Sri Lanka, Índia
- Psechrus triangulus Yang et al., 2003 — Xina
- Psechrus ulcus Bayer, 2012 — Borneo
- Psechrus vivax Bayer, 2012 — Tailàndia
- Psechrus wade Bayer, 2014 — Filipines
- Psechrus zygon Bayer, 2012 — Sri Lanka